# Gyepi sisakgomba
A gyepi sisakgomba (Galerina graminea) a Hymenogastraceae családba tartozó, Európában honos, réteken, erdőkben, füves területeken élő, nem ehető gombafaj. 

## Megjelenése
A gyepi sisakgomba kalapja 0,8-2 cm széles, eleinte félgömb alakú, majd harangszerűen, domborúan, idősen laposan kiterül, közepén néha tompa púppal. Felszíne sima, fénytelen, sokszor a közepéig áttetszően bordás. Higrofán: nedvesen színe sárgásbarna, narancsbarna vagy okkerbarna, megszáradva szürkés krémszínű, széle csaknem fehér és bordázottsága is eltűnik. 
Húsa vékony, vizenyős, törékeny; színe világosokker. Szaga nincs vagy enyhén fűszeres, íze kissé kellemetlen.
Széles, ritkás lemezei tönkhöz nőttek, a féllemezek gyakoriak. Színük fiatalon krémsárga, később okkerbarna, élükön parányi fehér pihék vannak
Tönkje 1,5-4 cm magas és 1-2 mm vastag. Alakja karcsú, egyenletesen hengeres, gyakran görbül. Színe krémfehér vagy halványsárga. Felszíne a csúcsán és a tövében fehéren deres.
Spórapora barna. Spórája elliptikus, finoman szemölcsös, mérete 7,5-10 x 4-5 µm. 

### Hasonló fajok
A szálastönkű sisakgomba, lápi sisakgomba, tőzeges sisakgomba hasonlíthat hozzá.   

## Elterjedése és termőhelye
Európában honos. Magyarországon gyakori.
Réteken, füves területeken, sűrű, alacsony gyepekben, mohapárnák közt, néha régi égésnyomokon található meg. Szeptembertől november végéig terem.  

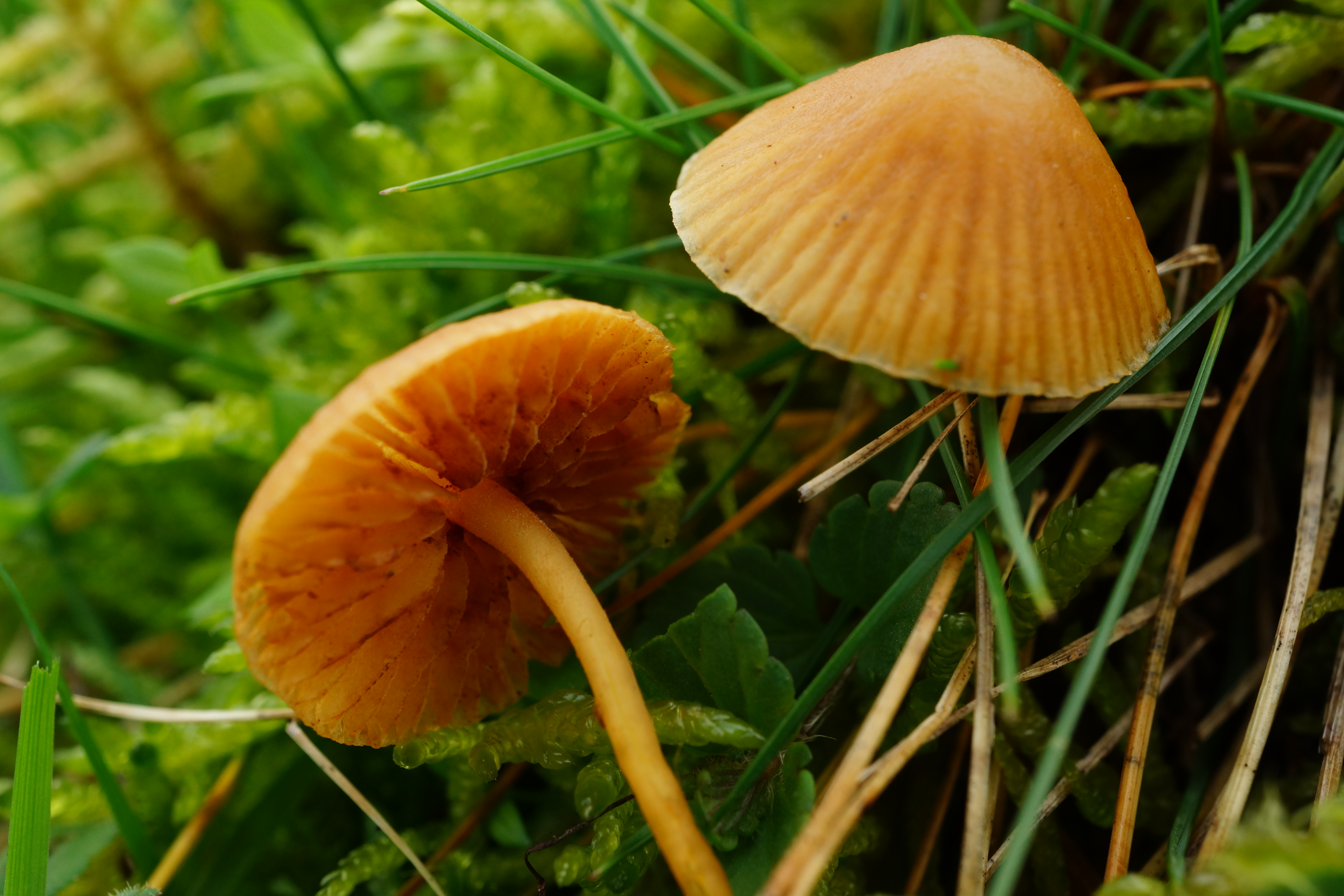
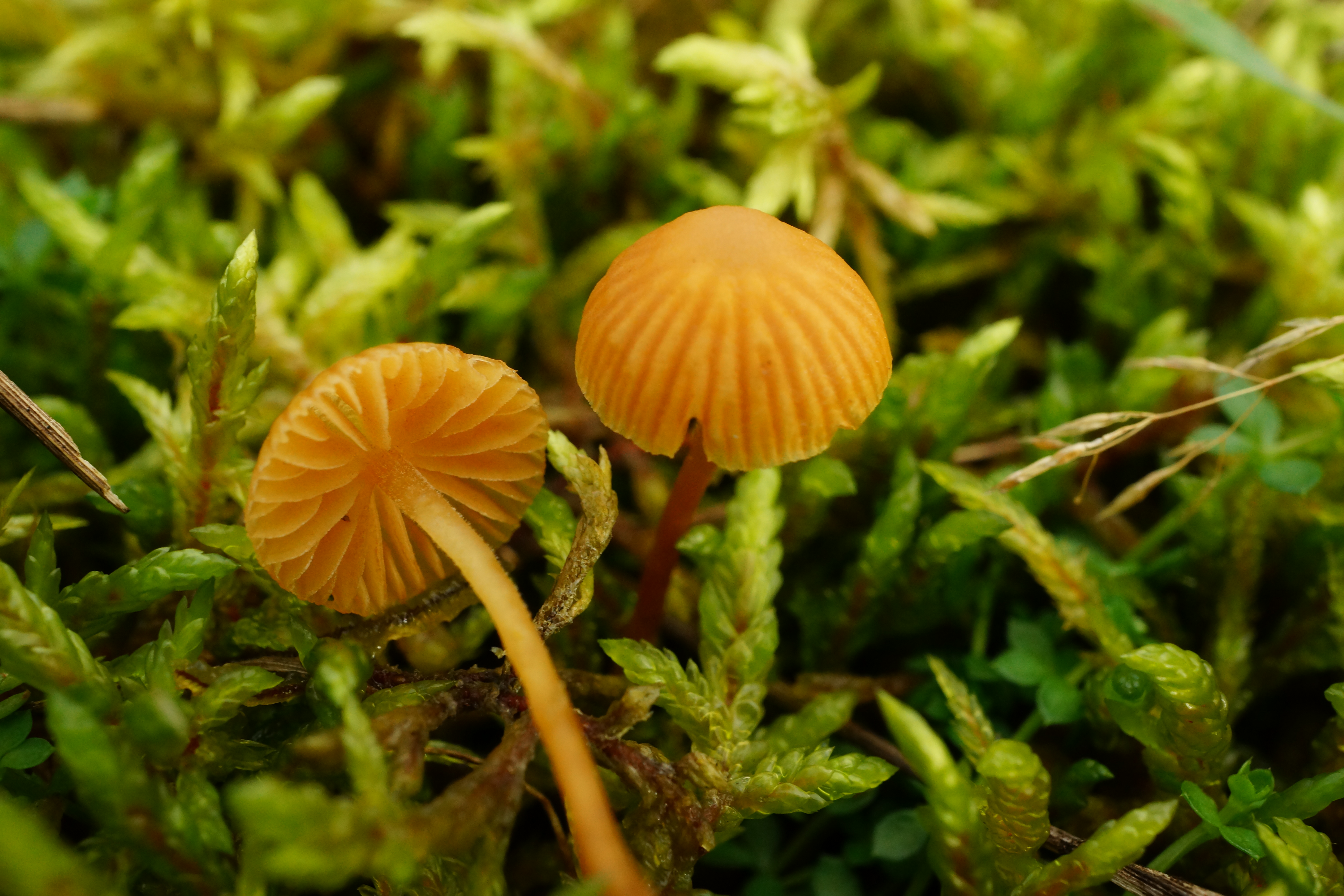
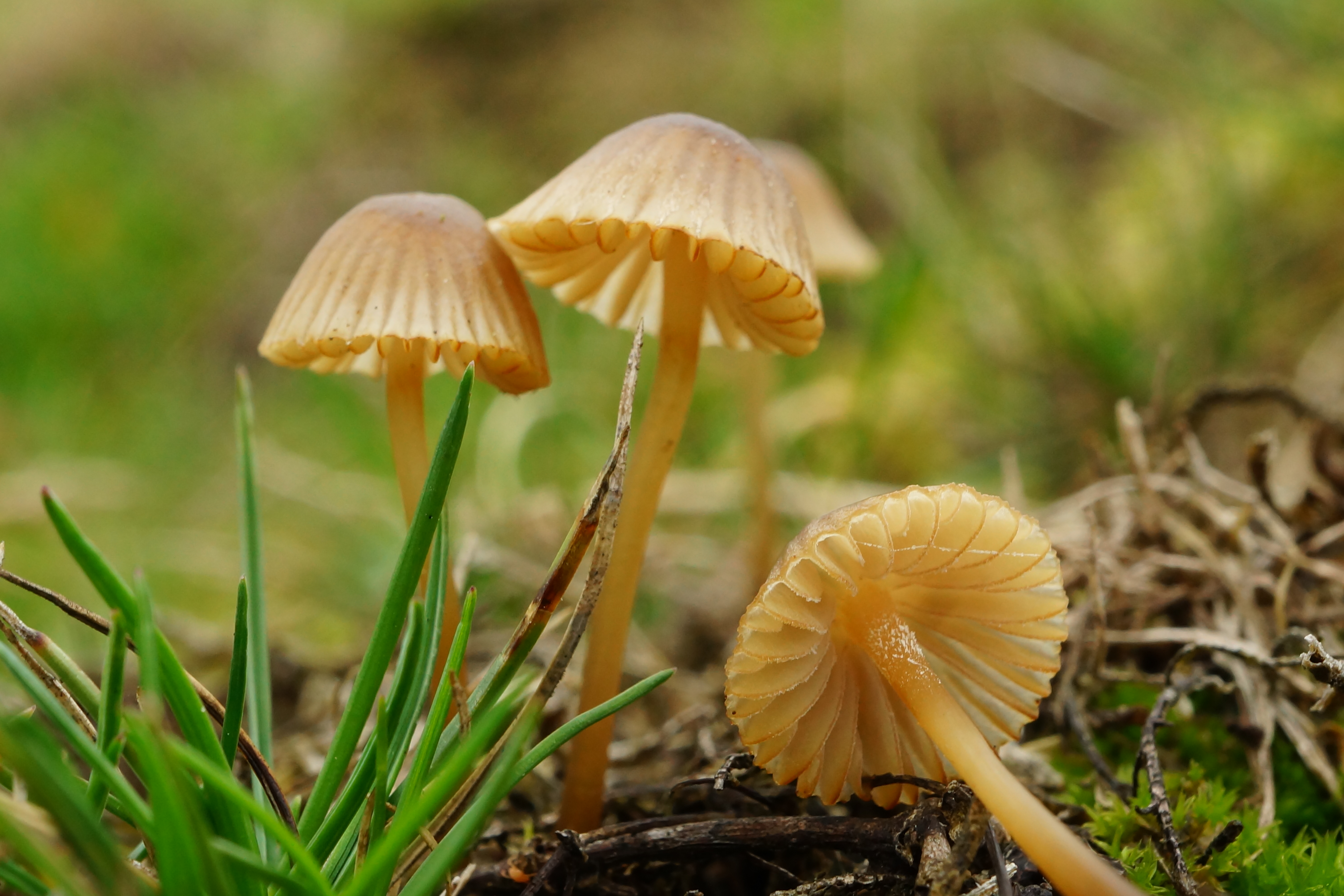
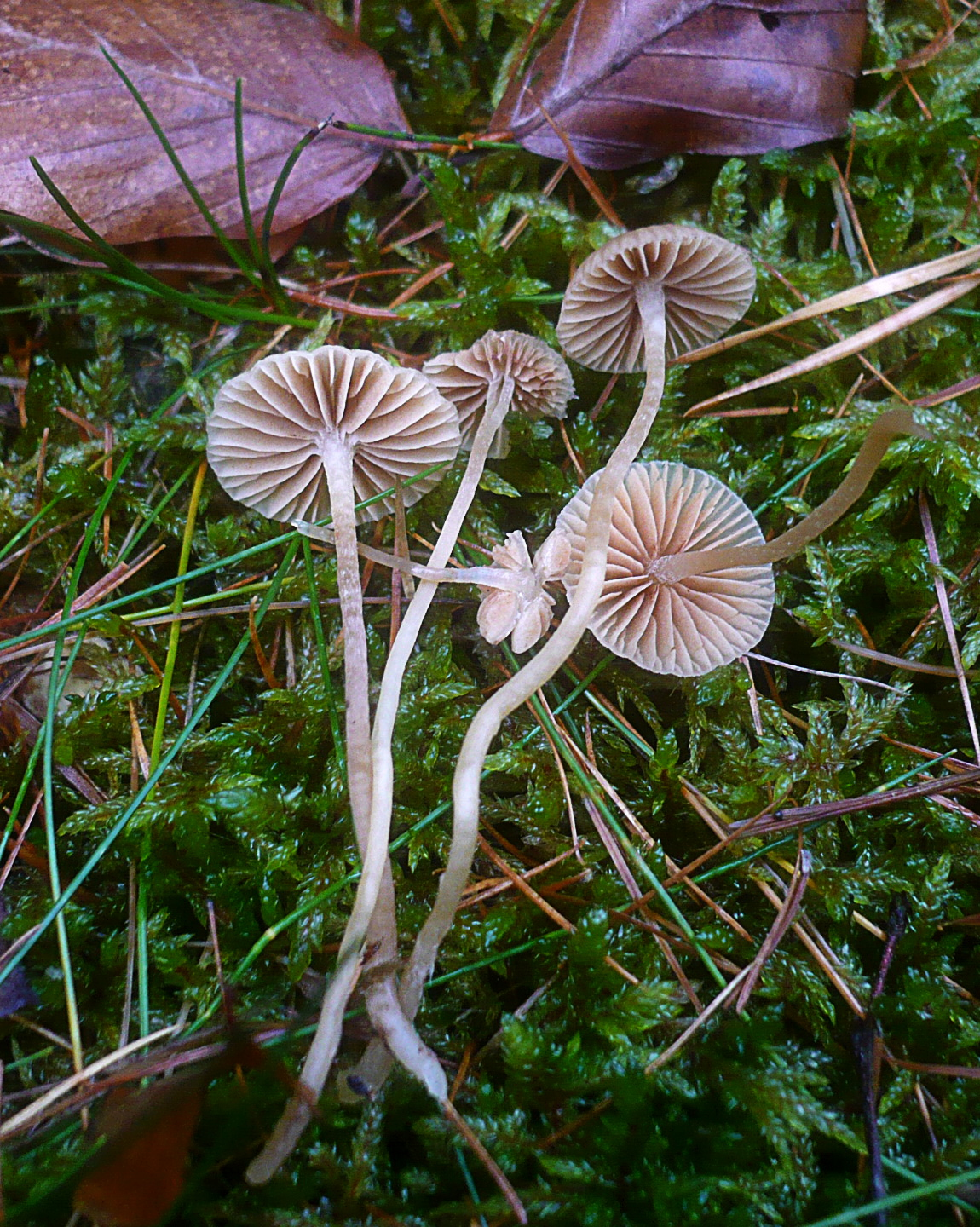
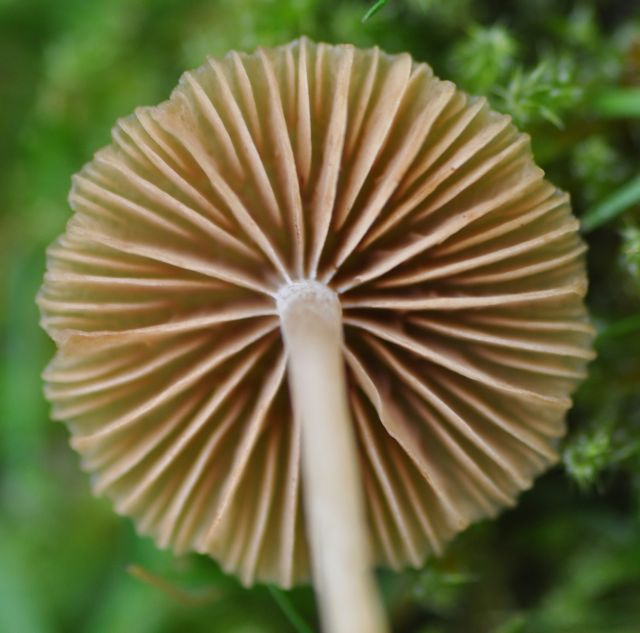

Nem ehető. 